# 臺灣省臺中市議會第十六屆議員列表
臺灣省臺中市議會第十六屆議員列表名列省轄市時期臺中市議會第十六屆議員如下：

## 政黨席次
- 中國國民黨：24席
- 民主進步黨：17席
- 親民黨：兩席
- 台聯：一席
- 無黨籍：兩席

## 分區

### 第一選區（中區和西區）
- 張宏年（議長）
- 黃國書
- 洪嘉鴻
- 黃英傑
- 蕭杰
- 莊乃慧

### 第二選區（北區）
- 陳天汶（副議長）
- 賴佳微
- 顏志修
- 陳有江
- 劉國隆
- 范淞育
- 紀麗玉

### 第三選區（東區及南區）
- 李中
- 林珮涵
- 何敏誠
- 賴頤年
- 鄭功進
- 邱素貞
- 陳福文
- 顏英男

### 第四選區（西屯區）
- 黃馨慧
- 楊正中
- 張廖乃綸
- 陳淑華
- 張廖萬堅
- 吳春夏
- 曾木川
- 陳瑞德

### 第五選區（南屯區）
- 王秋冬
- 丁振嘉
- 劉士州
- 張耀中
- 陳三井
- 黃淑芬

### 第六選區（北屯區）
- 唐國泰
- 陳成添
- 曾朝榮
- 賴順仁
- 陳清景
- 蔡雅玲
- 游民哲
- 林永能
- 沈佑蓮
- 王岳彬

### 平地原住民
- 黃仁

## 外部連結
- 台中市議會